# Joey Woody
Joey Woody (Iowa City, Estados Unidos, 22 de mayo de 1973) es un atleta estadounidense, especialista en la prueba de 400 m vallas, en la que ha logrado ser subcampeón mundial en 2003.

## Carrera deportiva
En el Mundial de París 2003 ganó la medalla de plata en los 400 m vallas, con un tiempo de 48.18 segundos, tras el dominicano Félix Sánchez y por delante del griego Periklís Iakovákis.